# Lotus armeniacus
Lotus armeniacus là một loài thực vật có hoa trong họ Đậu. Loài này được Kit Tan & Sorger miêu tả khoa học đầu tiên.